# Pyrausta meropialis
Pyrausta meropialis là một loài bướm đêm trong họ Crambidae.